# ديف غروزن
دافي كروسين (بالإنجليزية: Dave Grusin)‏ من مواليد 26 يونيو 1934 في كولورادو) منتج وموزع وعازف بيانو جاز وقائد فرقة أمريكي۔

## حياته ونشأته
ولد روبرت ديفيد جروسين في ليتلتون، كولورادو، وهو ابن هنري وروزابيل (نيي دي بويستر) جروسين.  كانت والدته عازفة بيانو وكان والده عازف كمان من ريغا، لاتفيا.
درس في جامعة كولورادو في بولدر وتخرج عام 1956. وكان من بين أساتذته سيسيل إيفينغر (ar) وواين سكوت، عازف البيانو والموزع ومدرس موسيقى الجاز.